# ハット・ピンキー!
『ハット・ピンキー!』は、1970年3月31日から同年9月22日までTBS系列局で放送されていた音楽バラエティ番組である。TBSとテレビマンユニオンの共同製作。全26回。放送時間は毎週火曜 19:00 - 19:30 （日本標準時）。

## 概要
ピンキーとキラーズと各回のゲストがユニークなミュージカルショーを展開していた、テレビドラマ仕立ての番組。スタジオを一切使わなかったのが特徴で、カラーテレビの中継車を使ってさまざまな場所で収録を行っていた。
この番組は、同年2月25日に創立したテレビマンユニオンが初めて手掛けた番組である。また、1969年9月まで同系列局で放送されていた『青空にとび出せ!』以来半年ぶりとなるピンキラの主演番組で、彼らの初の主演バラエティ番組となった。

## スタッフ
- 演出：今野勉 ほか
- 制作：TBS、テレビマンユニオン

## サブタイトル
1. 新宿警察の巻
2. 海賊ゴッコの巻
3. 朝と夜の間に何が起こったの？の巻
4. ヘンな会議の巻
5. 列車大作戦だ！
6. ヘンな街角なのだ
7. ドボンと落ちるべし
8. あの汽車で行くべし
9. パニヤブペケアデド
10. サインはP
11. （不明）
12. ヘンにきをつけるべし
13. 泳げピンキー！
14. 飛べ！パンチョ
15. 七夕なのだ！しかし……
16. 結婚しろ！ピンキー
17. 笑っちゃいやーん
18. ㊙トウキョウ脱出作戦
19. あしたのチャンピオン
20. 真夏の夜のクリスマス
21. 黒猫のお客さま
22. ビバ！歩行者天国
23. もみくちゃコンサート
24. ピンキーをつかまえろ
25. さよならコンサート（その1）
26. さよならコンサート（その2）